# Bundestagswahlkreis Plön – Neumünster
Der Wahlkreis Plön – Neumünster (Wahlkreis 6) ist ein Bundestagswahlkreis in Schleswig-Holstein. Der Wahlkreis umfasst den Kreis Plön, die kreisfreie Stadt Neumünster und vom Kreis Segeberg das Amt Boostedt-Rickling. Bei der letzten Bundestagswahl waren 173.740 Einwohner wahlberechtigt.

## Geschichte
Der Wahlkreis Plön – Neumünster hatte stets die Nummer 6. Er wurde 1976 aus Teilen der bisherigen Wahlkreise Rendsburg – Neumünster und Plön gebildet.
Ursprünglich bestand der Wahlkreis nur aus dem Gebiet des Kreises Plön und der Stadt Neumünster. Vor der Bundestagswahl 2002 kamen Boostedt und das Amt Rickling hinzu, die vorher zum Bundestagswahlkreis Segeberg – Stormarn-Nord gehört hatten.

## Wahlkreisabgeordnete
| Wahl | Abgeordneter | Abgeordneter      | Partei | Stimmen in % |
| ---- | ------------ | ----------------- | ------ | ------------ |
| 1976 |              | Horst Jungmann    | SPD    | 49,1         |
| 1980 | 51,4         | Horst Jungmann    | SPD    |              |
| 1983 |              | Karl Eigen        | CDU    | 48,4         |
| 1987 |              | Horst Jungmann    | SPD    | 45,8         |
| 1990 |              | Helmut Lamp       | CDU    | 44,5         |
| 1994 | 45,1         | Helmut Lamp       | CDU    |              |
| 1998 |              | Michael Bürsch    | SPD    | 51,2         |
| 2002 | 47,9         | Michael Bürsch    | SPD    |              |
| 2005 | 47,0         | Michael Bürsch    | SPD    |              |
| 2009 |              | Philipp Murmann   | CDU    | 38,6         |
| 2013 | 43,7         | Philipp Murmann   | CDU    |              |
| 2017 |              | Melanie Bernstein | CDU    | 40,7         |
| 2021 |              | Kristian Klinck   | SPD    | 31,4         |
| 2025 |              | Sandra Carstensen | CDU    | 32,7         |

## Wahlergebnisse

### Bundestagswahl 2025
| Kandidaten                                             | Kandidaten                     | Parteien/Listen     | Erststimmen | Erststimmen | Zweitstimmen | Zweitstimmen |
| Kandidaten                                             | Kandidaten                     | Parteien/Listen     | Stimmen     | %           | Stimmen      | %            |
| ------------------------------------------------------ | ------------------------------ | ------------------- | ----------- | ----------- | ------------ | ------------ |
|                                                        | Kristian Klinck                | SPD                 | 33.977      | 24,0        | 27.342       | 19,2         |
|                                                        | Sandra Carstensengewählt im WK | CDU                 | 46.370      | 32,7        | 40.815       | 28,6         |
|                                                        | Juliane Michel-Weichenthal     | GRÜNE               | 18.852      | 13,3        | 19.957       | 14,0         |
|                                                        | Christian Zidorn               | FDP                 | 4.693       | 3,3         | 6.150        | 4,3          |
|                                                        | Andreas Preuß                  | AfD                 | 25.249      | 17,8        | 25.683       | 18,0         |
|                                                        | Lennart Elias Niemeyer         | Die Linke           | 7.623       | 5,4         | 9.657        | 6,8          |
|                                                        | —                              | SSW                 | –           | –           | 4.530        | 3,2          |
|                                                        | —                              | Die PARTEI          | –           | –           | 992          | 0,7          |
|                                                        | Thomas Balster                 | FREIE WÄHLER        | 3.022       | 2,1         | 1.147        | 0,8          |
|                                                        | Simon Martin Wadehn            | Volt                | 1.927       | 1,4         | 1.123        | 0,8          |
|                                                        | —                              | MLPD                | –           | –           | 40           | 0,0          |
|                                                        | —                              | BÜNDNIS DEUTSCHLAND | –           | –           | 177          | 0,1          |
|                                                        | —                              | BSW                 | –           | –           | 5.042        | 3,5          |
| Gesamt                                                 | Gesamt                         | Gesamt              | 141.713     | 100         | 142.655      | 100          |
|                                                        |                                |                     |             |             |              |              |
| Ungültige Stimmen                                      | Ungültige Stimmen              | Ungültige Stimmen   | 1.892       | 1,3         | 950          | 0,7          |
| Wähler                                                 | Wähler                         | Wähler              | 143.605     | 82,7        | 143.605      | 82,7         |
| Wahlberechtigte                                        | Wahlberechtigte                | Wahlberechtigte     | 173.740     |             | 173.740      |              |
|                                                        |                                |                     |             |             |              |              |
| Quellen: Die Bundeswahlleiterin, Kandidaten – Ergebnis |                                |                     |             |             |              |              |

### Bundestagswahl 2021
| Direktkandidat          | Partei           | Erststimmen in % | Zweitstimmen in% |
| ----------------------- | ---------------- | ---------------- | ---------------- |
| Melanie Bernstein       | CDU              | 27,9             | 22,9             |
| Kristian Klinck         | SPD              | 31,4             | 29,2             |
| Gunnar Schulz           | FDP              | 9,4              | 12,0             |
| Martin Drees            | GRÜNE            | 15,7             | 17,4             |
| Alexis Leonard Giersch  | AfD              | 7,1              | 7,4              |
| Gabriele Gschwind-Wiese | DIE LINKE        | 2,8              | 3,2              |
| Jana Käding             | Die PARTEI       | 1,7              | 1,0              |
| Manfred Koch            | FREIE WÄHLER     | 1,8              | 1,0              |
| -                       | NPD              | -                | 0,2              |
| -                       | ÖDP              | -                | 0,1              |
| -                       | MLPD             | -                | 0,0              |
| Karina Reiß             | dieBasis         | 1,9              | 1,5              |
| -                       | DKP              | -                | 0,0              |
| -                       | du.              | -                | 0,1              |
| Jürgen Joost            | LKR              | 0,2              | 0,1              |
| -                       | Die Humanisten   | -                | 0,1              |
| -                       | Tierschutzpartei | -                | 1,1              |
| -                       | SSW              | -                | 2,4              |
| -                       | Team Todenhöfer  | -                | 0,3              |
| -                       | Volt             | -                | 0,2              |
| -                       | V-Partei³        | -                | 0,1              |

Neben dem direkten gewählten Kristian Klinck (SPD) konnte zunächst kein weiterer Kandidat über seine Landesliste in den Deutschen Bundestag einziehen. Am 6. Februar 2023 rückte jedoch Melanie Bernstein (CDU) für den verstorbenen Gero Storjohann in den Bundestag nach. Für Kristian Klinck ist dies die erste Legislaturperiode im Bundestag. Melanie Bernstein gehörte ihm bereits von 2017 bis 2021 an.

### Bundestagswahl 2017
| Direktkandidat(in)    | Partei       | Erststimmen in % | Zweitstimmen in % |
| --------------------- | ------------ | ---------------- | ----------------- |
| Melanie Bernstein     | CDU          | 40,7             | 33,5              |
| Birgit Malecha-Nissen | SPD          | 28,9             | 23,8              |
| Susanne Elbert        | GRÜNE        | 9                | 12,5              |
| Martin Wolf           | FDP          | 7,2              | 12,6              |
| Lorenz Gösta Beutin   | DIE LINKE    | 5,4              | 6,5               |
| Bernd Wiegmann        | AfD          | 7,8              | 8,6               |
| -                     | NPD          | -                | 0,4               |
| Holger Steffen        | FREIE WÄHLER | 1,0              | 0,6               |
| -                     | MLPD         | -                | 0,0               |
| -                     | BGE          | -                | 0,3               |
| -                     | ÖDP          | -                | 0,1               |
| -                     | Die PARTEI   | -                | 1,0               |

### Bundestagswahl 2013
| Direktkandidat                | Partei                               | Erststimmen in % | Zweitstimmen in % |
| ----------------------------- | ------------------------------------ | ---------------- | ----------------- |
| Philipp Murmann               | CDU                                  | 43,7             | 38,7              |
| Birgit Malecha-Nissen         | SPD                                  | 37,5             | 32,7              |
| Martin Wolf                   | FDP                                  | 1,8              | 5,4               |
| Bernhard Dierdorf             | GRÜNE                                | 6,4              | 9,2               |
| Lorenz Gösta Beutin           | DIE LINKE                            | 3,8              | 4,8               |
| Peter Matthiesen              | PIRATEN                              | 1,7              | 1,7               |
| Karin Sigrid Elisabeth Kaiser | AfD                                  | 3,9              | 4,7               |
| Daniel Nordhorn               | NPD                                  | 0,9              | 0,9               |
| —                             | RENTNER                              | —                | 0,4               |
| —                             | FREIE WÄHLER                         | —                | 0,6               |
| —                             | MLPD                                 | —                | 0,0               |
| —                             | Die Tierschutzpartei                 | —                | 0,8               |
| Frank Schepke                 | Einzelbewerber (Willi-Weise-Projekt) | 0,3              | —                 |

### Bundestagswahl 2009
| Direktkandidat        | Partei                               | Erststimmen in % | Zweitstimmen in % |
| --------------------- | ------------------------------------ | ---------------- | ----------------- |
| Birgit Malecha-Nissen | SPD                                  | 33,4             | 28,5              |
| Philipp Murmann       | CDU                                  | 38,6             | 32,1              |
| Martin Wolf           | FDP                                  | 10,0             | 15,8              |
| Sebastian Fricke      | GRÜNE                                | 9,8              | 12,6              |
| Esther Hartmann       | LINKE                                | 6,3              | 7,2               |
| —                     | PIRATEN                              | —                | 1,8               |
| Jens Lütke            | NPD                                  | 1,1              | 1,1               |
| —                     | Rentner                              | —                | 0,9               |
| —                     | DVU                                  | —                | 0,1               |
| —                     | MLPD                                 | —                | 0,0               |
| Frank Schepke         | Einzelbewerber (Willi-Weise-Projekt) | 0,7              | —                 |